# 愛玉冰
愛玉冰，台語稱為薁蕘（白話字: ò-giô），粵語稱為文頭郎（粵拼：man4 tau4 long4），在新加坡稱為文頭雪，是由愛玉子製成的愛玉凍加入碎冰製成的甜點。如再加入檸檬汁，也稱為檸檬愛玉。
愛玉冰常售於台灣夜市及菜市場附近，亦見於東亞地區其他具有相同氣候和緯度的地方，如：馬來西亞和新加坡，在此之外的地區並不常見。雖然在日本的特色店可以買到新鮮的愛玉，而在唐人街則可以買到罐裝的。

## 製作方式

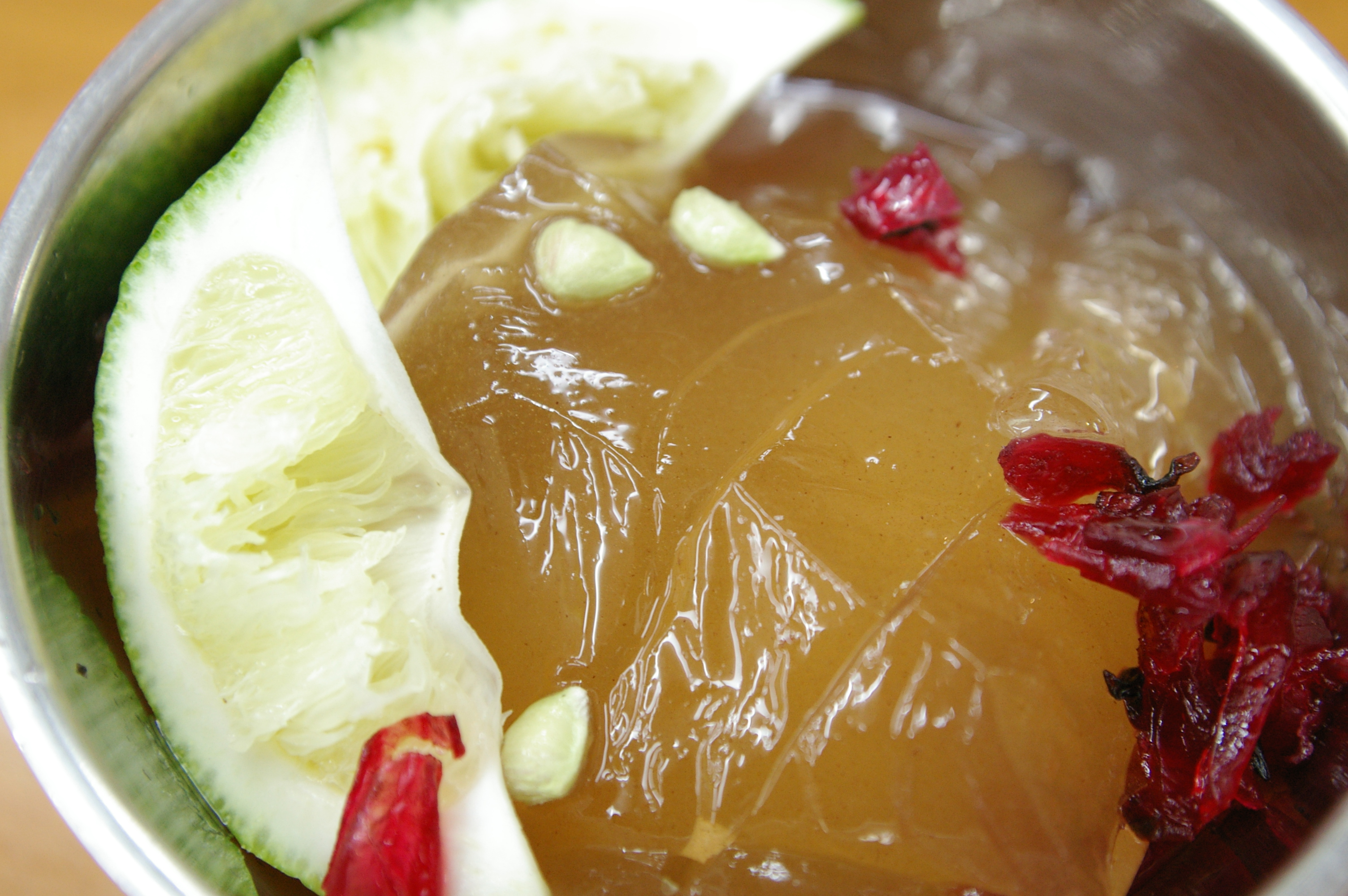
愛玉冰

將愛玉籽被放入棉布袋中，再將棉布袋浸泡於冷水中並搓揉。當袋子中的愛玉籽被擠壓後，會生出一種凝膠類的物質，這個過程稱為「洗愛玉」。搓洗至無法產出顏色略帶茶色的凝膠後，即可將袋子丟棄。再將洗淨的凝膠放置於陰涼處或於冰箱中凝結凍狀，即可製成愛玉凍。

## 外部連結
- 《可愛的果實——愛玉與薜荔的私密世界》 （上） （页面存档备份，存于） （下），王秋美著，載於中華民國國立自然科學博物館《簡訊》